# Axioma da união
Na teoria dos conjuntos, o axioma da união é aquele que garante a existência de uniões (finitas ou infinitas) de outros conjuntos.
Nestas teorias em que os elementos são conjuntos, o axioma da união diz que existe um conjunto que é a "união" (com significado explicado logo a seguir) dos seus elementos.
Ou seja, seja A um conjunto. Então existe um conjunto B (chamado de {\displaystyle \bigcup _{X\in A}X\,}) tal que:
- todo X, que é elemento de A, é subconjunto de B
- todo Y, que é elemento de B, é elemento de algum elemento de A

Neste axioma, A pode ser vazio, finito ou infinito. Respectivamente, B será o conjunto vazio, uma união finita e uma união infinita.
Um axioma semelhante sobre interseções não existe, porque não é possível definir uma interseção vazia ({\displaystyle \bigcap _{X\in \varnothing }X\,} é algo como o conjunto de todos os conjuntos).

## Definição formal
Na linguagem formal dos axiomas de Zermelo-Fraenkel, este axioma é:
{\displaystyle \forall A\,\exists B\,\forall c\,(c\in B\iff \exists D\,(c\in D\land D\in A)\,)}
A definição acima implica (pelo axioma da extensão) que B é único; existem outras formas equivalentes deste axioma, em que o conjunto cuja existência é postulada é um superconjunto da união. Nestes casos, para se obter a união é preciso aplicar o axioma da substituição para a propriedade {\displaystyle \phi (X)=(\exists Y,X\in Y\land Y\in A)\,}.